# Национальное альтернативное движение
Движение Национальная Альтернатива (рум. Mișcarea Alternativa Națională) — политическая партия в Республике Молдова. Партию создал и возглавляет генеральный примар (мэр) Кишинёва Ион Чебан. О создании политической партии Чебан объявил в конце 2021 года.

## Всеобщие местные выборы 5 ноября 2023 года
На этих выборах партия Национальное альтернативное движение (MAN) представила кандидатов в основном в муниципии Кишинёв. Так, он выдвинул Иона Чебана кандидатом на должность генерального примара Кишинева вместе со списком из 57 кандидатов на должность муниципальных советников. В то же время на должность примаров пригородов Кишинёва а были выдвинуты 13 кандидатов вместе с командами советников. В остальных 5 пригородах были номинированы только группы советников, учитывая, что партия MAN поддерживала нынешних мэров, даже если они были независимыми или выдвигались другими партиями, утверждая, что они профессиональные мэры, хорошие администраторы, которые заслуживают и должны управлять своим городом. залы в продолжении.
Таким образом, Ион Чебан победил в первом туре выборов впервые в истории Кишинёва с результатом 50,62% (132 803 голоса), а партия получила самый высокий балл в Муниципальном совете - 33,25% (85 553 голоса) вхождение в муниципальный совет с 20 мандатами. В то же время кандидаты MAN были избраны примарами от MAN в нескольких населенных пунктах Кишинёва - в Ватре и Колонице в первом туре, в Криково и Бубуечи во втором туре.

## История
В декабре 2021 года Чебан, бывший член Партии коммунистов Республики Молдова и Партии социалистов Республики Молдова, объявил о создании Движения Национальная Альтернатива. На момент объявлении у него не было чёткой идеологии. Позже было объявлено, что партия будет продвигать проевропейское направление. Среди прочего, она осудила российское вторжение и поддержала территориальную целостность Украины.
Учредительный съезд партии состоялся 21 декабря 2022 года с участием 195 делегатов. Председателем партии был избран Ион Чебан.
Партия «Движение Национальная Альтернатива» (Mișcarea Alternativa Națională, MAN) была официально зарегистрирована в Агентстве государственных услуг 17 января 2023.
Партия Национальное Альтернативное Движение стала одним из создателей избирательного блока "Блок Альтернатива" на ряду с партиями Гражданский конгресс и партией Развития и консолидации Молдовы. Национальное Альтернативное движение вошла в Блок Альтернатива 31 января 2025 года.